# Городище (Коропська селищна громада)
Городи́ще — село в Україні, у Коропській селищній громаді Новгород-Сіверського району Чернігівської області. До 2016 - адміністративний центр Городищенської сільської ради. Від 2016 орган місцевого самоврядування — Коропська селищна рада.

## Географія
Селом протікає річка Бистрик, права притока Десни.

## Символіка
На гербі зображений чорний кінь на тлі золотого кургана. Попереду річка Десна (сині хвилі) з козацьким хрестом, та червоний частокіл. Рукотворний курган є головною пам'яткою села. Частокіл веде до назви населеного пункту (герб є напівпромовистим). Кінь символізує працьовитість місцевих мешканців, а також знахідки скіфської культури. Козацький хрест - часи козаччини.

## Історія
З 1965 по 1992 рік село носило назву Комуністичне.
На території села розміщено рукотворний курган (городище).
Городище належить до ранньої залізної доби, скіфської культури.
12 червня 2020 року, відповідно до розпорядження Кабінету Міністрів України № 730-р «Про визначення адміністративних центрів та затвердження територій територіальних громад Чернігівської області», увійшло до складу Коропської селищної громади.
17 липня 2020 року, в результаті адміністративно-територіальної реформи та ліквідації Коропського району, увійшло до складу Новгород-Сіверського району Чернігівської області.

## Населення

### Мова
Розподіл населення за рідною мовою за даними перепису 2001 року:
| Мова            | Кількість | Відсоток |
| --------------- | --------- | -------- |
| українська      | 346       | 95.84%   |
| російська       | 12        | 3.32%    |
| румунська       | 1         | 0.28%    |
| інші/не вказали | 2         | 0.56%    |
| Усього          | 361       | 100%     |